# Alessandro Gentile
Alessandro Gentile (* 12. November 1992 in Maddaloni, Kampanien) ist ein italienischer Basketballspieler. Von 2011 bis 2019 war er Nationalspieler in der italienischen Herren-Nationalmannschaft. Mit Rekordmeister Olimpia Armani Mailand gewann Gentile 2014 die italienische Meisterschaft, bei der er als Most Valuable Player der Finalserie ausgezeichnet wurde, und wurde im NBA-Draft 2014 an 53. Position von den Minnesota Timberwolves ausgewählt. Gentile wird jedoch vorerst in Italien weiterspielen. Sein drei Jahre älterer Bruder Stefano wurde ebenfalls bereits in die italienische Herrenauswahl berufen; ihr Vater Ferdinando Gentile war in den 1990er Jahren als Vizeeuropameister 1991 und Landesmeister-Europapokalsieger 2000 einer der bekanntesten italienischen Basketballspieler seiner Zeit.

## Karriere
Gentile wechselte 2007 aus den Jugendmannschaften des Traditionsvereins Virtus aus Bologna, dessen Herrenmannschaft hinter Olimpia Mailand die zweitmeisten Meistertitel in Italien gewann, zu Benetton aus Treviso. Als Gentile 2009 in den Kader der Herrenmannschaft aufrückte, war die beste Zeit des ehemals sehr erfolgreichen Vereins ebenfalls vorüber und die Mannschaft verpasste in der Qualifikation die Teilnahme an der EuroLeague 2009/10. Im Eurocup 2009/10 kam der erst 17-jährige Gentile zu ersten Kurzeinsätzen in europäischen Vereinswettbewerben im Herrenbereich, als Benetton in der Runde der 16 besten Mannschaften ausschied. In der italienischen Meisterschaft schied Benetton als Hauptrundenachter in der ersten Play-off-Runde um den Titel gegen den überlegenen Serienmeister Montepaschi Siena aus, der sich im Saisonverlauf nur zwei Niederlagen gegen italienische Mannschaften leistete. In der folgenden Saison gehörte Gentile bereits zur festen Rotation der eingesetzten Spieler von Benetton und kam auch im Eurocup 2010/11 international auf knapp 20 Minuten Einsatzzeit pro Spiel. Im Viertelfinale des Eurocups konnte man den deutschen Vertreter BG Göttingen bezwingen und hatte sich nur mit einer einzigen Niederlage im bisherigen Wettbewerbsverlauf für das Final-Four-Turnier qualifiziert, das vor heimischem Publikum in Treviso ausgetragen wurde. Hier verlor man jedoch beide Spiele und belegte am Ende den vierten Platz. Noch vor Gentile wurde sein litauischer Mannschaftskamerad Donatas Motiejūnas als bester Nachwuchsspieler des Wettbewerbs mit der „Rising-Star-Trophy“ ausgezeichnet. Als Hauptrundenfünfter der Lega Basket Serie A verlor Benetton die Play-off-Halbfinalserie erneut glatt ohne einen einzigen Sieg gegen Titelverteidiger Siena.
Bei der U20-Junioren-Europameisterschaft 2011 verlor die italienische Juniorenauswahl das Finale gegen den Gastgeber Spanien um Nikola Mirotić, der zum besten Spieler des Turniers gewählt wurde und gemeinsam mit Gentile im „All-Tournament-Team“ der fünf besten Spieler des Turniers stand. Nachdem Gentile noch nicht den Sprung in den Endrundenkader der italienischen Herrenauswahl für die EM-Endrunde 2011 geschafft hatte, spielte er in der Saison 2011/12 für den Rekordmeister Olimpia Armani aus Mailand. Mit dieser Mannschaft erreichte er knapp die Zwischenrunde der 16 besten Mannschaften in der EuroLeague 2011/12, in der man wegen des schlechteren direkten Vergleichs gegenüber UNICS Kasan ausschied, der im Vorjahr den Eurocup in Treviso gewonnen hatte. In der italienischen Meisterschaft erreichte man die Finalserie, die jedoch nach nur einem Sieg in fünf Spielen gegen Titelverteidiger Siena verloren ging. In der folgenden EuroLeague 2012/13 scheiterte Mailand nach nur drei Siegen in zehn Vorrundenspielen bereits nach der Vorrunde. Auch in der italienischen Meisterschaft erreichten die Mailänder, bei denen der 20-jährige Gentile mit knapp zwölf Punkten pro Spiel bereits der drittwichtigste Punktesammler war, nur den vierten Platz nach der Hauptrunde knapp vor Titelverteidiger Siena. In der ersten Play-off-Runde kam es bereits zur Neuauflage der Vorjahresfinalserie, die Siena nach Siegen im sechsten und siebten Spiel noch für sich entscheiden konnte.
Beim EM-Endrundenturnier 2013 war Gentile erstmals in einem Endrundenkader der italienischen Herrenauswahl vertreten. Nach fünf Vorrundensiegen gewann Italien nur noch das abschließende Zwischenrundenspiel gegen Titelverteidiger Spanien. Nach den folgenden drei Niederlagen im Viertelfinale und Platzierungsspielen verpasste man dann jedoch die Qualifikation für die Weltmeisterschaft 2014. In der EuroLeague 2013/14 konnte sich Mailand vergleichsweise souverän für die Viertelfinal-Play-offs qualifizieren, bei denen man im ersten Spiel Heimrecht gegen Maccabi Tel Aviv hatte. Doch die israelische Mannschaft konnte sich durchsetzen, so dass Olimpia Armani das Final-Four-Turnier im heimischen Mediolanum Forum verpasste, bei dem schließlich Maccabi triumphierte und den wichtigsten europäischen Vereinstitel gewinnen konnte. In der italienischen Meisterschaft kam es in der Finalserie wieder zum Aufeinandertreffen von Mailand und Titelverteidiger Siena, das der Rekordmeister diesmal durch Siege im sechsten und siebten Spiel für sich entscheiden konnte. Gentile wurde zum Most Valuable Player der Play-off-Finalserie ernannt. Im anschließenden Entry Draft der am höchsten dotierten Profiliga NBA wurde Gentile an 53. Position von den Minnesota Timberwolves ausgewählt, doch Gentile verlängerte seinen Vertrag in Mailand bis 2017.